# Fawzi Mutlaq al-Rawi
Fawzi Mutlaq Al-Rawi, également connu sous le nom de Fawzi Ismail Al-Husseini Al-Rawi, Abu Akram et Abu Firas, est le chef du mouvement baasisme pro-syrien en Irak.

## Biographie
Ahmed est né en 1940 à Fallouja, dans le gouvernorat de Dulaim, en Irak. Il faisait partie de la branche du Parti Baas irakien affilié à Damas qui s'est opposé à Saddam Hussein.

## Guerre en Irak
Selon le Trésor américain, Rawi a été nommé président de la branche irakienne du mouvement Baas dirigé par la Syrie par le président syrien Bachar al-Assad en 2003. En 2006, Rawi était le numéro 13 des 41 personnes les plus recherchées par le gouvernement irakien. accusé d'avoir financé et dirigé des opérations terroristes dans la province d'Anbar.
Malgré les affirmations du Trésor américain selon lesquelles Rawi était le chef du mouvement baasiste dirigé par les Syriens en Irak, l'ONU ainsi que Al-Sabah ont rapporté que Mohammed Younis al-Ahmed avait été élu à la tête du parti en Syrie. Rawi n'est jamais mentionné dans aucun des deux rapports.
Selon les États-Unis, en 2010, Rawi vivrait dans un appartement appartenant au gouvernement syrien dans le quartier de Mezzeh à Damas et travaillerait dans le bâtiment de commandement du parti Baas syrien dans le district d'al-Halbuni de la ville.